# Webschule (Cottbus)
Die ehemalige Königlich Höhere Webschule in der brandenburgischen Stadt Cottbus ist das historische Gebäude der ehemaligen Cottbuser Webschule.

## Geschichte
Das Gebäude wurde 1898 als „Preußische höhere Fachschule für die Textilindustrie“ erbaut und bis 1934 ausschließlich als Textilingenieurschule geführt. Danach wurde der Unterricht unter anderem auf Betriebslehre, technische Mechanik, Mathematik und Physik ausgeweitet. 1945 wurde die Schule geschlossen und 1951 nach Forst verlegt. In den folgenden Jahren wurde das Gebäude unter Denkmalschutz gestellt und zunächst von der Deutschen Volkspolizei, später auch von der brandenburgischen Polizei genutzt.
Im Dezember 2010 brannte der Dachstuhl vollkommen ab, unter anderem stürzte der Giebel dabei ein. Der Brand soll bei Dachausbesserungsarbeiten durch zwei Dachdecker entstanden sein. Angrenzende Gebäude wurden nicht beschädigt. Im Jahr 2012 wurde ein Studentenprojekt gegründet, das sich als Initiative für den Erhalt des Bauwerkes versteht.

## Baubeschreibung

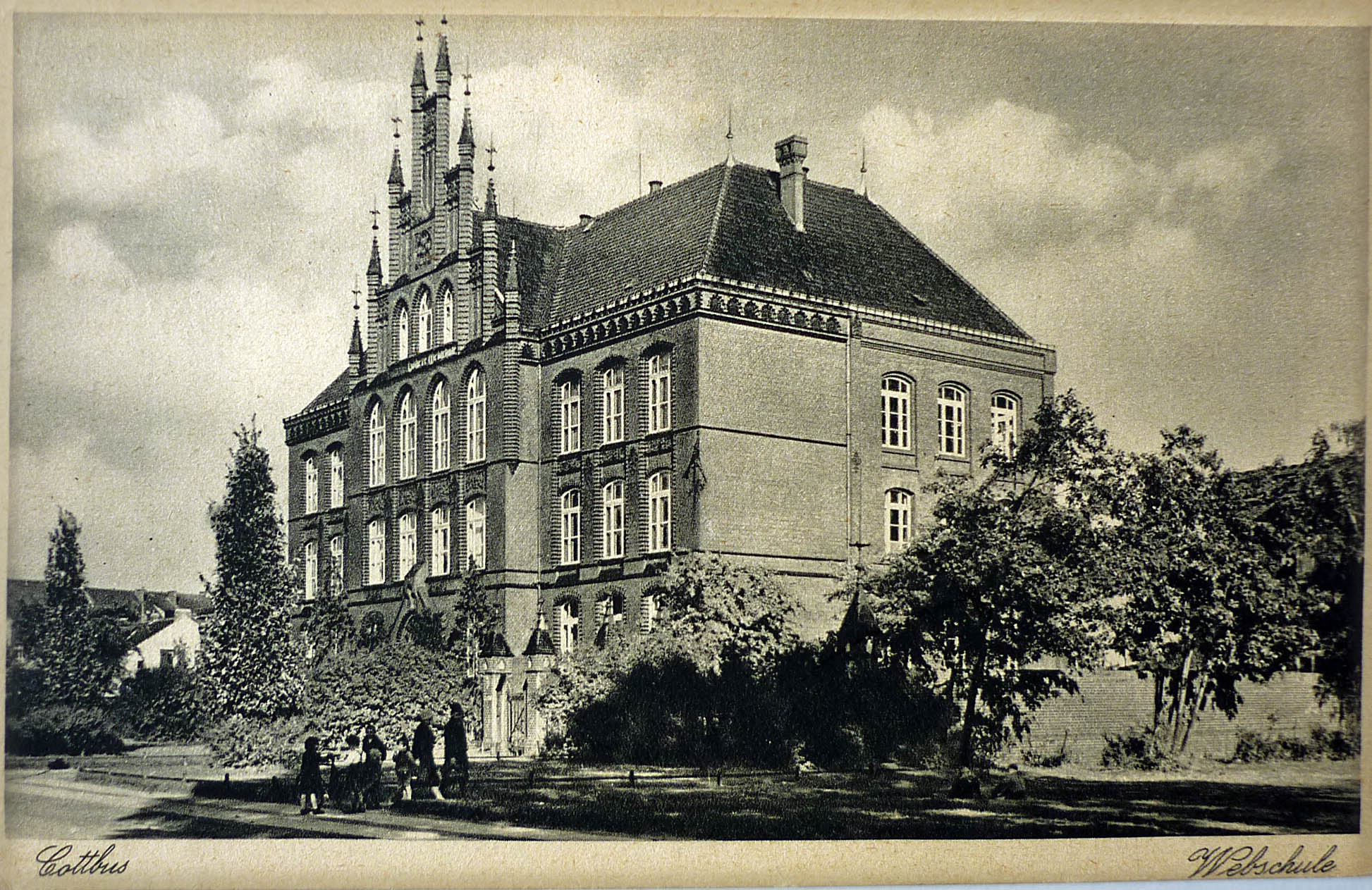
Das Gebäude vor dem Brand

Die Webschule ist ein ursprünglich viergeschossiger Backsteinbau mit neugotischen Stilelementen. Sie hatte ein Walmdach, das jedoch genauso wie der gesamte vierte Stock durch den Brand ganz zerstört wurde. Der Mittelteil der Fassade steht leicht vor und wurde ursprünglich von einem reich verzierten Schaugiebel überragt. Die Fenster sind im ersten und zweiten sowie in Teilen des dritten Stocks Flachbogen- und im Mittelteil des dritten sowie im zerstörten vierten Stock Spitzbogenfenster. Alle noch erhaltenen Fenster können mit Ketten geöffnet und verschlossen werden.